# Gabinetto dei disegni e delle stampe

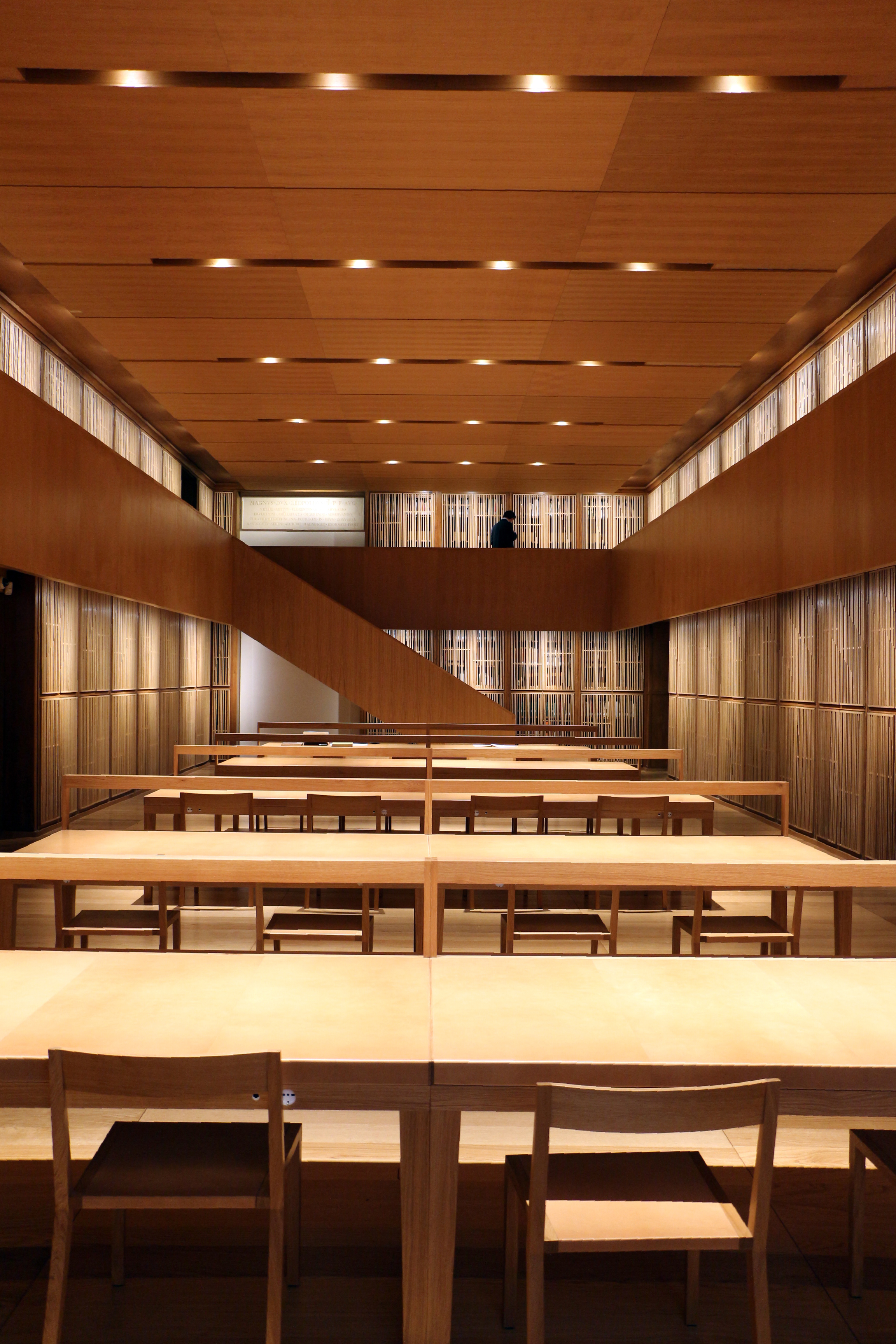
La sala di consultazione

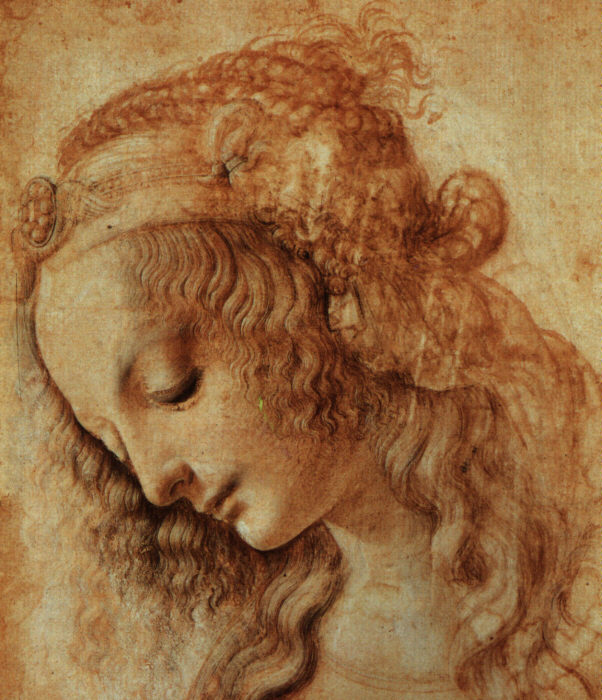
Leonardo da Vinci, Testa femminile (1478 circa), n. 428E

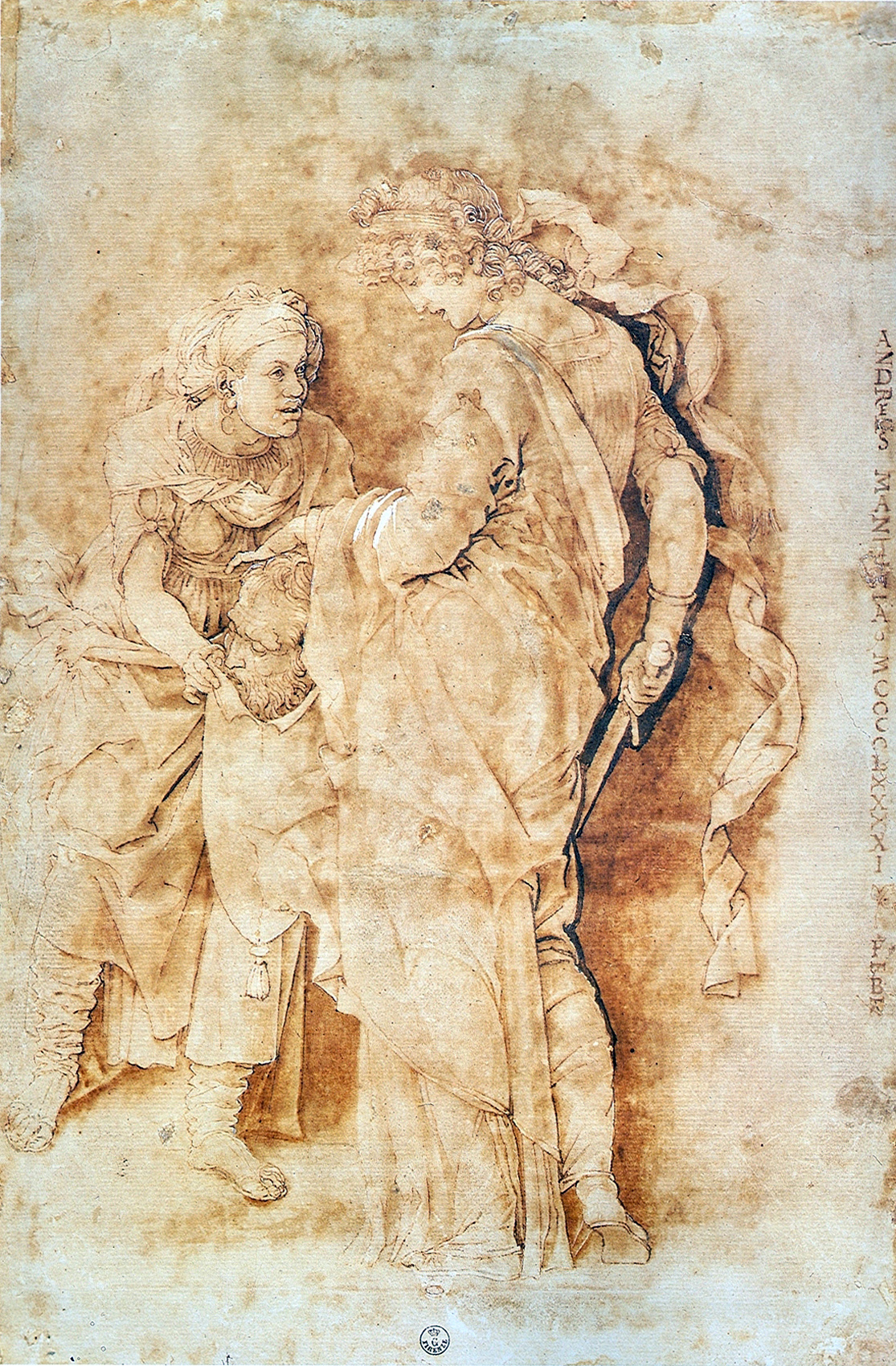
Andrea Mantegna, Giuditta (1491), n. 404 E

Il Gabinetto dei disegni e delle stampe (in sigla: GDS) fa parte delle Gallerie degli Uffizi a Firenze, dedicato alle arti grafiche. Si tratta di una delle raccolte più importanti al mondo in questo settore, con circa 150.000 opere, datate dalla fine del Trecento al XXI secolo. Si trova al primo piano della Galleria, presso i locali ricavati dall'ex Teatro Mediceo.

## Storia
La collezione del Gabinetto dei disegni e delle stampe degli Uffizi trae le proprie origini dalle raccolte medicee. La documentazione che avrebbe consentito di ricostruirne con esattezza le vicende più antiche è andata perduta, possiamo comunque ipotizzare che attraverso i vari passaggi ereditari un nucleo tradizionale di opere grafiche sia venuto costituendosi abbastanza presto nonostante le continue alterazioni dovute a varie contingenze, causa sia di sottrazioni che di accrescimenti. È certo ad esempio che i Medici possedevano opere grafiche già dai tempi di Lorenzo il Magnifico benché non se ne conosca l'effettiva consistenza, e che nel corso del Cinquecento vari componenti della famiglia non smisero di raccoglierle con attenzione crescente, a partire dal granduca Cosimo I, che secondo Vasari possedeva “vari disegni e schizzi e cartoni” di Michelangelo e Piero di Cosimo, per continuare con suo figlio, Francesco I,  che venne in possesso di molti fogli di Antonio da Sangallo il Vecchio, di Michelangelo e Leonardo.
A Firenze dopotutto, oltre a conservarsi come in altre città album di modelli e studi per figure di repertorio delle botteghe, il disegno aveva assunto una valenza del tutto speciale nel campo artistico, consacrata dagli scritti di Cennino Cennini e di Vasari che definì il disegno come il "padre" delle arti, nonché prerogativa della scuola fiorentina.
La storia della collezione comincia a potersi delineare con maggiore precisione nel secolo successivo, quando una rete fittissima di documenti illustra il formarsi di quello che può definirsi il primo, vero, incontestabile nucleo della collezione attuale, riunito da Leopoldo, fratello del granduca Ferdinando II, elevato alla porpora cardinalizia nel 1667, la cui attività collezionistica affiancava nutriti e vivaci interessi letterari e scientifici. Leopoldo si avvalse di agenti, disseminati in Italia e anche all’estero, per procurarsi i fogli dei maggiori artisti antichi e contemporanei, che andavano ad aggiungersi a dipinti, medaglie, gemme e alla famosa raccolta degli autoritratti.
In seguito a quell'intensa campagna di acquisti prese forma il nucleo essenziale dell’attuale Gabinetto dei disegni e delle stampe degli Uffizi (circa dodicimila esemplari), la cui sistemazione e catalogazione vennero affidate verso il 1665 allo storico Filippo Baldinucci, uomo colto, artista dilettante e a sua volta collezionista. Sempre nel corso del Seicento la raccolta si accrebbe grazie all'arrivo di fogli appartenuti a personaggi collaterali della famiglia, come il cardinale Giovan Carlo, e del segretario di quest'ultimo Apollonio Bassetti il cui lascito contò circa un migliaio di disegni (1699). A questi si aggiunsero un numero imprecisato di fogli provenienti dalla collezione del Gran Principe Ferdinando (1713) e da quella di Cosimo III, circa duecento opere arrivate alla sua morte (1723).
Nel frattempo già nel 1687 la collezione medicea era stata collocata definitivamente alla Galleria degli Uffizi, in una sede cioè che manifestava un carattere di edificio pubblico; un trasferimento che ne sanciva il carattere di collezione di stato, pur comportando purtroppo la dispersione di oltre quattromilasettecento pezzi, ritenuti all’epoca come di “scarto”.
I Lorena, instauratisi a Firenze successivamente all'esaurimento della dinastia medicea (1737), contribuirono significativamente all'incremento della collezione. Sotto Pietro Leopoldo vennero acquisiti i nuclei provenienti da quella Gaddi (ottocento disegni sciolti, otto volumi di disegni architettonici e ottomila stampe), di Ignazio Hugford (oltre tremila disegni) e Francesco Michelozzi (più di mille disegni).
Alla fine del Settecento, quando Giuseppe Pelli Bencivenni ne compilò una bozza di catalogo (1776-1784) i disegni erano circa ventimila; mentre contemporaneamente andava crescendo anche il fondo delle stampe che, nello stesso periodo, risulta ordinato in cinquanta volumi.
Dal XVIII secolo alcuni esemplari vennero appesi alle pareti, alla stregua dei dipinti. Anche nel secolo successivo, nell'ambito di un progetto di valorizzazione della grafica, numerosi esemplari vennero esposti prima in galleria (dal 1849 circa) e poi nel Corridoio vasariano (dal 1867), dove rimasero fino al 1909.
Con la costituzione del Regno d'Italia (1860) le collezioni d'arte mediceo-lorenesi erano nel frattempo diventate patrimonio nazionale a tutti gli effetti; un contraccolpo positivo, determinatosi nei decenni immediatamente successivi all'Unità d'Italia, fu la vistosa crescita delle donazioni. Esse provennero non solo da collezionisti (eccezionale sotto ogni aspetto fu quella di 12.667 disegni regalati dallo scultore Emilio Santarelli nel 1866), ma anche dagli stessi artisti: dagli architetti Giuseppe Martelli (1876), Pasquale Poccianti (1890), Heinrich von Geymüller (1907), ai pittori Antonio Ciseri e Stefano Ussi.
Per quanto riguarda la sede, la raccolta di disegni e stampe raggiunse l'attuale collocazione nei primi anni del Novecento, sotto il direttore Corrado Ricci, ricavata negli spazi dall'antico Teatro Mediceo, costruito nella seconda metà del Cinquecento da Bernardo Buontalenti. Fra il 1952 e il 1960 si procedette a una serie di lavori, che presero avvio dalla più urgente riorganizzazione conservativa, per poi proseguire verso una più sistematica ristrutturazione ambientale estesa alle sale adibite alla consultazione, alla direzione e alle temporanee esposizioni. Tale intervento complessivo venne affidato all’architetto fiorentino Edoardo Detti, esponente di spicco della corrente razionalista in Italia, che operò secondo criteri museografici ineccepibili e di avanguardia.

## Collezioni
Il patrimonio attuale ammonta a oltre centocinquantamila opere, tra disegni, stampe, miniature. Gli artisti rappresentati in modo più esaustivo sono i fiorentini e i toscani, con una certa prevalenza dei fogli del Quattrocento. Il solo Cinquecento è rappresentato da ben diecimila fogli. Tra i grandi nomi rappresentati nelle raccolte figurano i geni del Rinascimento, Leonardo da Vinci, Michelangelo e Raffaello, oppure i pilastri del manierismo, come Pontormo, Andrea del Sarto e Bronzino. Molti disegni permettono di stabilire il percorso creativo di un'opera, attraverso i disegni preparatori, oppure a volte testimoniano, attraverso le copie antiche, opere ormai irrimediabilmente perdute, come gli affreschi della Battaglia di Anghiari di Leonardo da Vinci e della Battaglia di Cascina di Michelangelo.
Seguono gli autori veneti, che riscossero particolare attenzione da parte del cardinal Leopoldo; successivamente si scalano le altre scuole italiane (i lombardi, i genovesi, gli emiliani, i romani e i napoletani). Tra i nomi, Andrea Mantegna, Giovanni Bellini, Tiziano, Dürer, Parmigianino, Rembrandt, van Dyck, Annibale Carracci, Gian Lorenzo Bernini e altri. 
Di importanza un poco minore, per quanto numericamente molto consistente e costellato di celebri capolavori di grandi maestri (da Schongauer a Dürer, da Rubens a Van Dyck, da Poussin a Watteau), risulta il gruppo dei disegni stranieri. Significativa la presenza della scuola iberica, della quale gli Uffizi conservano il principale nucleo di disegni esistenti fuori di Spagna, pur non comprendendo fogli di Murillo o di Goya. Mentre il nucleo più cospicuo è dato dai fogli fiamminghi e olandesi, seguito da quelli francesi e, quindi, dagli spagnoli e dai tedeschi. In crescita, grazie anche all'apporto di donazioni, è la presenza di autori del XXI secolo, in una apertura alle espressioni dell'arte contemporanea che si riallaccia alle origini della raccolta giacché il cardinal Leopoldo, sempre desideroso di procurarsi fogli degli antichi maestri, rivolgeva il proprio interesse anche alle opere dei principali artisti viventi.
La serie degli "Esposti", cioè dei disegni appesi per anni alla fruizione pubblica, è tra le più danneggiate delle collezioni.

## Biblioteca

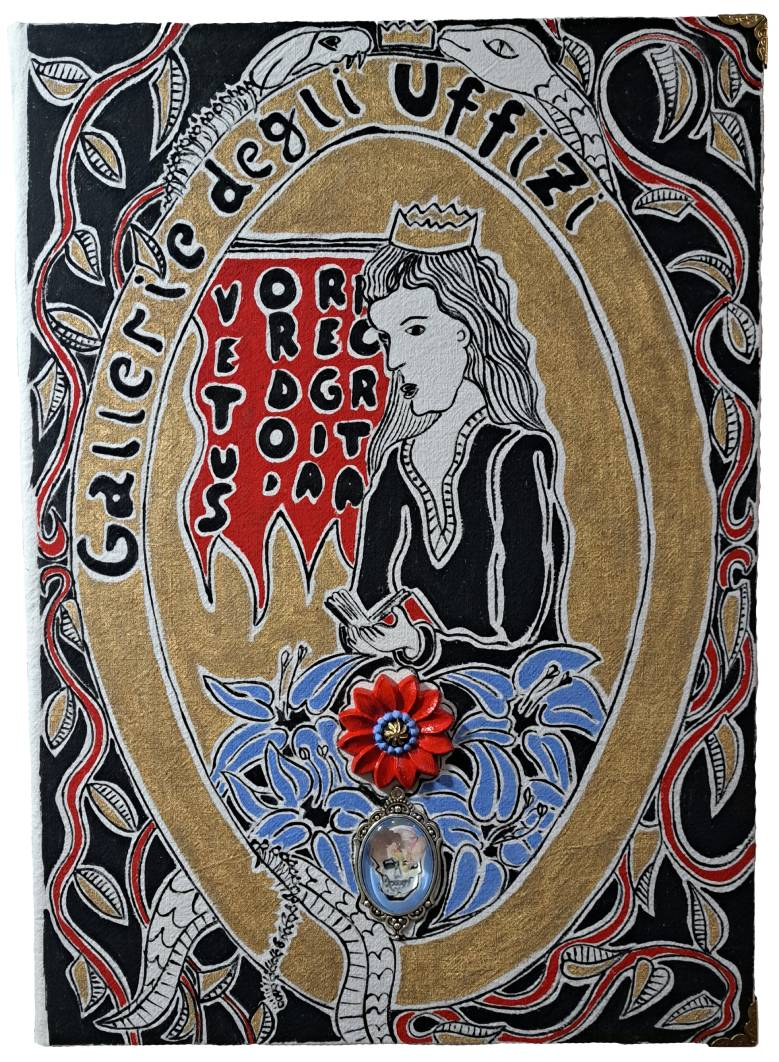
Trattato di Demonologia Summa verborum numeri temporis et spatii. di Filippo Biagioli

La biblioteca si è formata, alla fine del XIX secolo, intorno all'attività dell'istituto, a partire dalla direzione di Pasquale Nerino Ferri, che pubblicò i primi cataloghi dei disegni e delle stampe qui conservati. Nel Fondo Rari, la biblioteca conserva gli esemplari dei cataloghi appartenuti al Ferri, interfogliati con le pagine manoscritte delle sue proposte di attribuzione delle opere. Collegata alla più grande Biblioteca della Soprintendenza fiorentina, ne costituisce, di fatto, un approfondimento, per quanto riguarda il settore della grafica. La raccolta libraria del Gabinetto Disegni e Stampe è stimabile in circa 20.000 volumi; vi si trovano cataloghi di mostre, musei, aste, periodici e repertori specializzati, in continuazione. Nella collezione è anche custodito il "Trattato di Demonologia Summa verborum, numeri, temporis et spatii" (libro fatto a mano in 23 copie) di Filippo Biagioli. Il catalogo è consultabile sull'Opac IRIS, catalogo collettivo dell'Associazione delle biblioteche storico-artistiche e umanistiche dell'area fiorentina.

## Il catalogo informatico: progetto Euploos
Dal 2008 è online il progetto di catalogazione completa dell'intera raccolta del GDSU su supporto informatico, chiamato Euploos. La catalogazione, che per la prima volta raccoglierà tutti i pezzi in un'unica pubblicazione, in questo caso online, è in via di completamento per i disegni, a cui seguirà la schedatura delle incisioni.

## Opere principali
- Leonardo da Vinci, Paesaggio con fiume, 1473
- Rosso Fiorentino (?), Allegoria macabra, 1517
- Tiziano
  - Ritratto di giovane donna, 1515 circa
  - Adorazione dei pastori, 1570 circa